# Афинская академия
Афинская академия наук (греч. Ακαδημία Αθηνών) — национальная академия Греции и крупнейшее научно-исследовательское учреждение в стране, работает под руководством Министерства образования и религии Греции.

## Деятельность
Афинская академия была основана 18 марта 1926 года и своим названием обязана древней Академии Платона. Официальный Устав академии был закреплен правительственным постановлением от 1929 г. С некоторыми изменениями и дополнениями это постановление действует по сей день, согласно ему основным направлениям деятельности Национальной академии Греции являются:
- естественные науки;
- искусство;
- мораль и политические науки.

Под эгидой Афинской академии работают 12 научно-исследовательских центров, 10 научно-исследовательских отделений и центральная библиотека имени Иоанниса Сикутриса. В 2002 году был создан Фонд биомедицинских исследований Афинской академии. Греческий институт Византийских и пост-Византийских исследований (Венеция) также функционирует под руководством Академии.

## Главный корпус
Главный корпус Афинской академии расположен между улицами Панапистимиу и Акадимиас в Афинах. Наряду с Афинским университетом и Национальной библиотекой Греции он является составной частью так называемой неоклассической Афинской трилогии, созданной в 1859 году по проекту датского архитектора Теофил фон Хансена.
Средства для сооружения Афинской академии были предоставлены магнатом Симоном Синасом, первый камень был торжественно заложен 2 августа 1859 года. С 1861 года сооружение строилось быстрыми темпами под руководством Эрнста Зиллера, но внутригосударственная нестабильность, а впоследствии и свержение короля Оттона мешали строительству, пока оно не было остановлено в 1864 году.
Работы возобновились только в 1868 году. Однако окончательное завершение состоялось в 1885 году, стоимость строительства составила 2 843 319 золотых драхм. Скульптуры были созданы греком Леонидасом Дросисом, в то время как фрески и художественное оформление выполнил австриец Кристиан Грайпенкерл.
20 марта 1887 года Эрнст Зиллер сдал главный корпус премьер-министру Харилаосу Трикупису. Однако, за отсутствием Национальной академии, сооружение сначала передали нумизматическому музею до завершения строительства для него помещения в 1890 году.
В 1914 году здесь разместился Византийский музей и Государственный архив. Наконец, 24 марта 1926 года здание было передано вновь созданной Афинской академии.

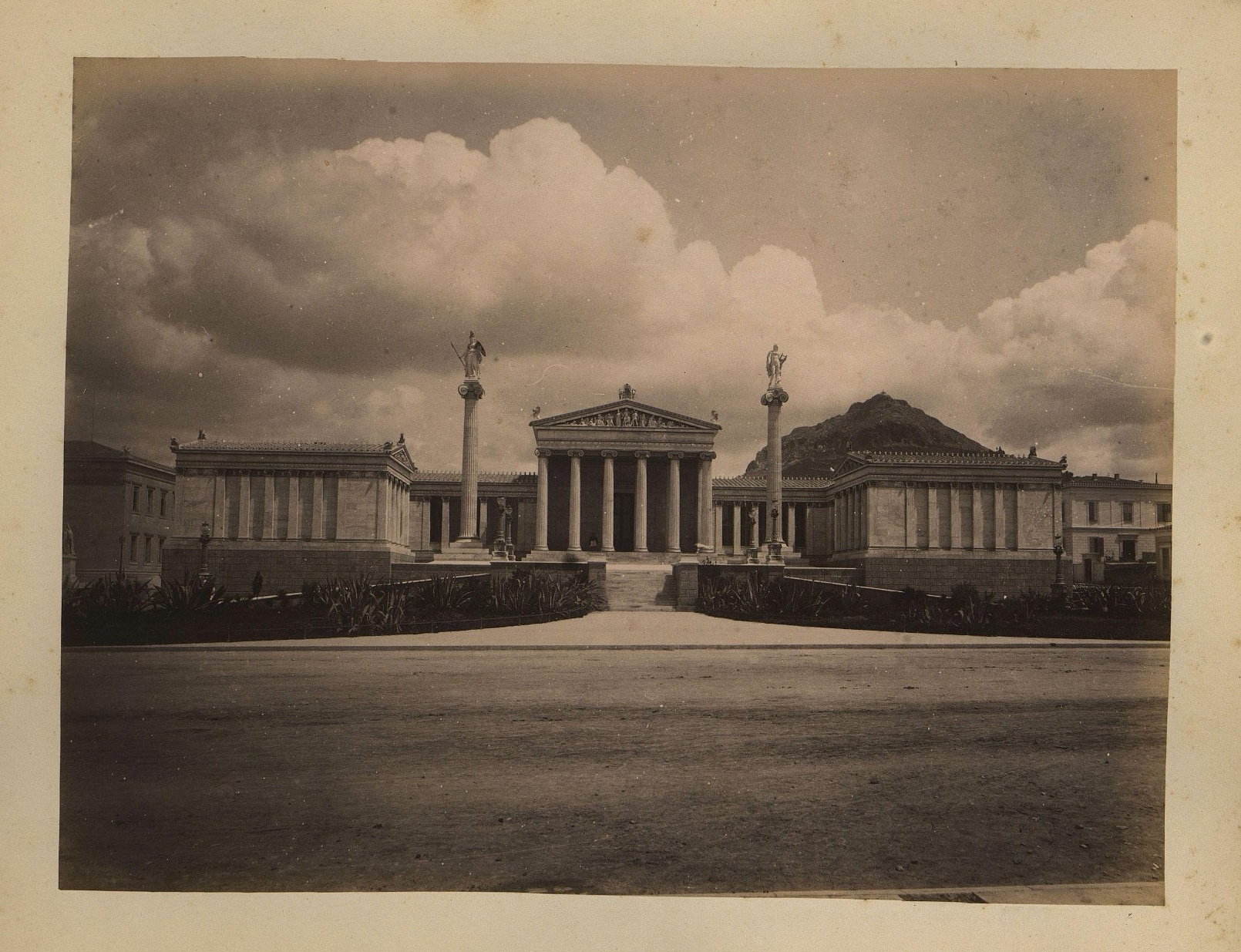
Музей (ныне Афинская академия наук). Фото 1887—1890 годов
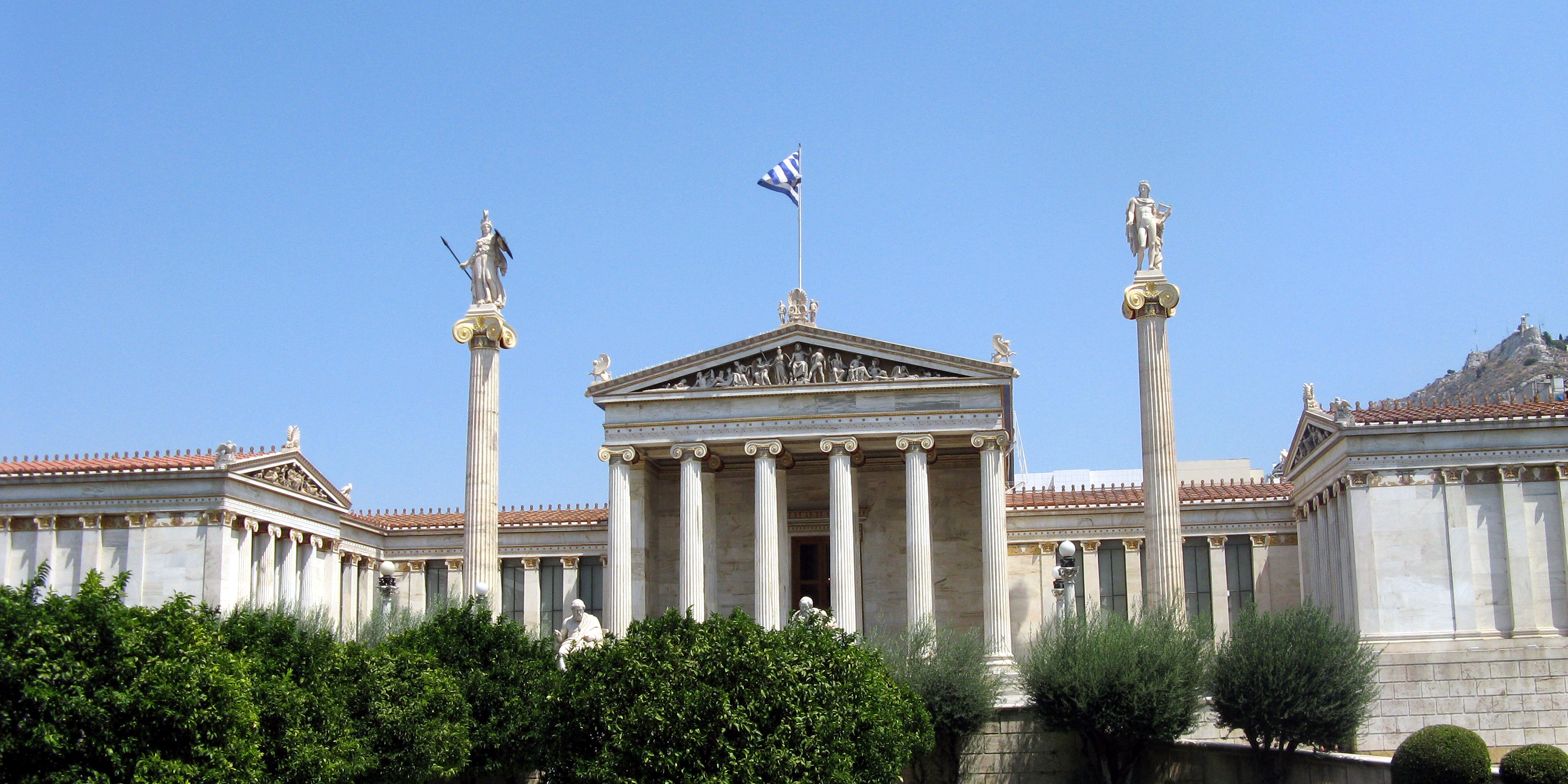
Главный корпус
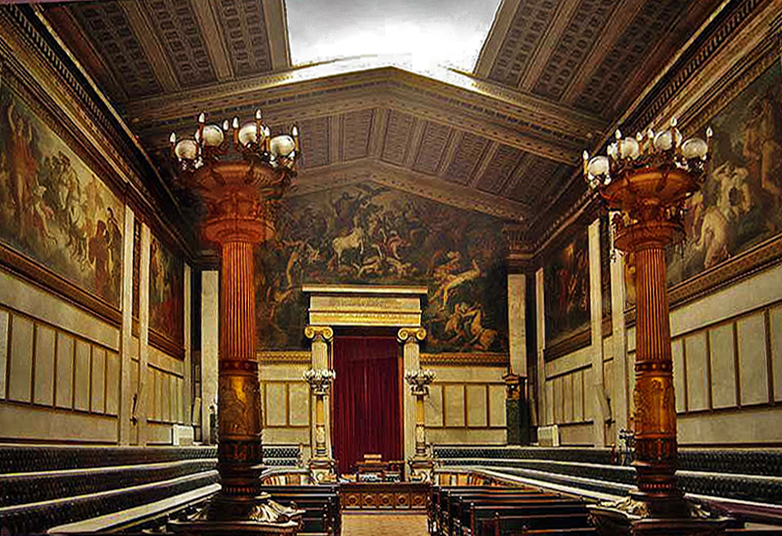
Интерьер